# Historia polskich lotników w PAF
Historia polskich lotników w Pakistan Air Force – Pakistańskich Królewskich Siłach Powietrznych (RPAF) – utworzonych 14 sierpnia 1947 roku po podziale Indii Brytyjskich.
Po zakończeniu II wojny światowej polscy oficerowie służący w polskich formacjach wojskowych sprzymierzonych z armią brytyjską pozostawali w pełnym umundurowaniu ze względu na podział polityczny i ideologiczny, jaki istniał wśród państw koalicji antyfaszystowskiej.
Zachód i polskie władze emigracyjne obawiały się wybuchu kolejnego konfliktu. W związku z tym potrzebne były wyszkolone kadry wojskowych, które mogłyby natychmiast znaleźć się na linii frontu. Pobyt emigrantów wojskowych przedłużał się i polscy wojskowi przeszli do kolejnego etapu przygotowywania się do życia cywilnego. Duża część z nich wybrała Argentynę, USA, Australię czy Kanadę.
Po powstaniu państwa pakistańskiego władze tego kraju wysłały do Wielkiej Brytanii misję wojskową w celu pozyskania kadr do szkolenia – ok. 30 lotników polskich, którzy mogliby zastąpić pilotów angielskich odchodzących ze służby na subkontynencie indyjskim.
Kontrakt podpisywano na 3 lata. Misję rekrutacji powierzono oficerowi lotnictwa Władysławowi Turowiczowi. Polscy lotnicy w ramach swojej służby brali również udział w wojnie o Kaszmir w 1949 roku.
Z upływem kontraktu piloci podejmowali decyzje odnośnie do ich pobytu w Pakistanie: jedna grupa zdecydowała się na dłuższe pozostanie w Pakistanie (Turowicz, Franczak, Żuromski, Mikulski z żoną – też pilotką, Hedinger). Druga grupa zdecydowała się na wyjazd z Pakistanu i podjęcie dalszej emigracji do krajów takich jak USA, Australia czy Kanada. W trzeciej grupie znaleźli się piloci poszukujący dalszych przygód związanych z lataniem (np. Roman Hrycak, który zajął się między innymi szkoleniem kadry nigeryjskiej). Dwóch polskich pilotów zginęło w czasie pełnienia służby w PAF (Kaczmarek i Kossakowski).
Służbę pełnioną przez polskich pilotów doceniono w miejscowych kołach politycznych i wojskowych. Z uznaniem o Polakach pisała prasa pakistańska. W podobnym tonie wyrażali się poszczególni dowódcy pakistańscy.
W uznaniu zasług za wkład w organizację i rozwój lotnictwa pakistańskiego Władysław Turowicz był kilkakrotnie odznaczony najwyższymi orderami pakistańskimi. W 1965 roku, po kolejnej wojnie z Indiami otrzymał z rąk prezydenta, marszałka Ayuba Khana, odznaczenie Tamgha-i-Pakistan. Później udekorowany został jeszcze Sitarai-i-Pakistan oraz Sitara-i-Quaid-e-Azam. Są to najwyższe odznaczenia wojskowe nadawane w tym państwie.
Polscy lotnicy brali udział w misjach bojowych w Kaszmirze w 1948 roku.
| Ranga                                      | Imię/Nazwisko                                            | Numer w PAF | Jednostka                                                                     | Data służby                                                            | |
| ------------------------------------------ | -------------------------------------------------------- | ----------- | ----------------------------------------------------------------------------- | ---------------------------------------------------------------------- | --- |
| generał brygady (Air Commodore)            | Władysław Turowicz inżynier                              | 888         | TTS RPAF,No 102 MU PAF, ACAS (INŻ.)                                           | 10.08.1956,14.10.1957, –                                               | |
| major (squadron leader)                    | Julian K. Żuromski czynny pilot                          | 835         | No 9 FB Sqn, No 14 FB Sqn, No 5 FB Sqn, HQ No 1 Group, AHQ Karachi, No 12 Sqn | 28.12.1948, 16.12.1949, 17.07.1950, 26.11.1951, 15.07.1953, 01.09.1953 | |
| major (squadron leader)                    | Jan Z. Mikulski czynny pilot                             | 898         | CGS PAF Base Faisal                                                           | 1949 – 1964                                                            | |
| kapitan (flight lieutenant)                | Wiktor Dobrzański czynny pilot                           | 830         | AHQ Karachi, RPAF College, Risalpur,No 6 Sqn                                  | 16.12.1948, 21.03.1949, 13.06.1949                                     | |
| kapitan (flight lieutenant)                | Bolesław Kaczmarek czynny pilot                          | 836         | RPAF College, Risalpur                                                        | 15.01.1949                                                             | zginął w katastrofie lotniczej w zderzeniu swojego Tempesta z samolotem kursanta                                                     |
| kapitan (flight lieutenant)                | Stanisław Dudek czynny pilot                             | 863         | PAF Base Chaklala, RPAF College, Risalpur                                     | –                                                                      | |
| kapitan (flight lieutenant)                | Franciszek Berezowski czynny pilot                       | 891         | RPAF Stn, Peshawar, RPAF PDC, D/Road                                          | 06.03.1949, 10.02.1953, –                                              | |
| kapitan lotnictwa (1st Lieutenant)         | Stefan Władysław Tronczyński czynny pilot                | 841         | No 5 Sqn                                                                      | –                                                                      | |
| kapitan lotnictwa (1st Lieutenant)         | Stanisław Haczkiewicz czynny pilot                       | 892         | AHQ Karachi, AHQ (U)                                                          | 17.01.1949, 05.10.1949                                                 | |
| kapitan (flight lieutenant)                | Karol Sienkiewicz                                        | 890         | AHQ Karachi                                                                   | 17.01.1949                                                             | |
| kapitan lotnictwa (1st Lieutenant)         | Bohdan Sokół-Szahin czynny pilot                         | 840         | AHQ Karachi, No 6 Sqn, AHQ Comm Sqn                                           | 19.12.1948, 29.12.1948, 08.02.1949                                     | |
| kapitan lotnictwa (1st Lieutenant)         | Alfons Gluba czynny pilot                                | 854         | AHQ Karachi, AHQ Comm Sqn                                                     | 21.12.1948, 17.01.1949                                                 | |
| kapitan (flight lieutenant)                | Roman Kozik pilot                                        | 826         | RPAF College Risalpur                                                         | –                                                                      | |
| major (squadron leader)                    | Antoni Zbigniew Jędryszek inżynier                       | 828         | AHQ Karachi, AHQ Karachi                                                      | 12.03.1949, 01.01.1951                                                 | |
| major (squadron leader)                    | Wacław Kossakowski inżynier                              | 829         | RPAF College Risalpur, AHQ Karachi (zginął 29.01.1959)                        | 06.02.1950, 13.12.1957                                                 | |
| kapitan (flight lieutenant)                | Mieczysław Wolański pilot                                | 839         | AHQ Comm SQN,                                                                 | –                                                                      | |
| kapitan (flight lieutenant)                | Stanisław Karol Susz                                     | 855         | AHQ Karachi, RPAF College Risalpur, RPAF Lahore, RPAF Chaklala, PDC D/Road    | 21.12.1948, 01.03.1949, 23.08.1949, 04.09.1951, 05.05.1953             | |
| kapitan (flight lieutenant)                | Wacław Banach czynny pilot                               | 857         | RPAF College Risalpur                                                         | 21.12.1948                                                             | |
| major (squadron leader)                    | Przemysław Hedinger                                      | 859         | HQ No GP                                                                      | 21.12.1948                                                             | |
| kapitan (flight lieutenant)                | Stefan Maczulski                                         | –           | –                                                                             | –                                                                      | |
| kapitan (flight lieutenant)                | Henryk Franczak                                          | –           | –                                                                             | –                                                                      | |
| kapitan (flight lieutenant)                | Bronisław Malinowski                                     | –           | –                                                                             | –                                                                      | |
| porucznik (pilot officer)                  | Kazimierz Kozak, pilot 9.dywizjonu myśliwsko – bombowego | –           | –                                                                             | –                                                                      | |
| kapitan (flight lieutenant)                | Henryk Kudliński pilot                                   | –           | –                                                                             | –                                                                      | |
| major (squadron leader)                    | Czesław Tarkowski pilot                                  |             | RPAF Base Faisal                                                              | –                                                                      | Pilot transportowy RPAF Base Faisal, oraz pilot VIP w eskadrze generalnego gubernatora. Wśród jego pasażerów był także Anthony Eden. |
| instruktor (Civil Flight Instructor – CFI) | Maria Mikulska instruktor szybownictwa                   |             | CGS PAF Base Faisal                                                           | 1950–1956                                                              | Współorganizatorka Centralnej Szkoły Szybowcowej (Central Gliding School) w Karaczi, a następnie instruktor szybownictwa w PAF CGS   |

Baza „Base Drigh Road” w Karaczi nosi obecnie nazwę „PAF Base Faisal” i jest cytowana w tabeli pod tą nazwą.